# Myllaena currax
Myllaena currax är en skalbaggsart som beskrevs av Notman 1920. Myllaena currax ingår i släktet Myllaena och familjen kortvingar. Inga underarter finns listade i Catalogue of Life.